# (26960) Liouville
(26960) Liouville  es un asteroide perteneciente al cinturón de asteroides, descubierto el 8 de julio de 1997 por Paul G. Comba desde el Observatorio de Prescott, en Estados Unidos.

## Designación y nombre
Liouville se designó inicialmente como 1997 NE3.
Más adelante fue nombrado en honor al matemático francés Joseph Liouville (1809-1882).

## Características orbitales
Liouville orbita a una distancia media del Sol de 2,3963 ua, pudiendo acercarse hasta 2,0213 ua y alejarse hasta 2,7713 ua. Tiene una excentricidad de 0,1564 y una inclinación orbital de 6,5519° grados. Emplea en completar una órbita alrededor del Sol 1354 días.